# Trčkoliki šturak
Trčkoliki šturak (latinski: Trigonidium cicindeloides) vrsta je malih šturaka iz porodice Trigonidiidae rasprostranjena po Africi, južnoj Europi i južnoj Aziji. Prvi nalaz ove vrste u Hrvatskoj zabilježio je Adamović 1964. godine u okolici Dubrovnika. Idućih gotovo 50 godina šturak nije pronađen unutar granica moderne države, pa se pretpostavljalo da vrsta nije prisutna u ostatku zemlje. Međutim, u kolovozu 2014. godine pronađen je na otoku Pašmanu, a u sljedećih nekoliko godina nalazi su se proširili na više jadranskih otoka, sve do Krka i Cresa. Stabilna populacija postoji u okolici Splita.

## Vanjske poveznice
|  | Zajednički poslužitelj ima još gradiva o temi Trigonidium cicindeloides |

- Opažanja, iNaturalist